# Lee (Maine)
Lee ist eine Town im Penobscot County des Bundesstaates Maine in den Vereinigten Staaten. Im Jahr 2020 lebten dort 916 Einwohner in 538 Haushalten auf einer Fläche von 103,0 km².

## Geografie
Nach dem United States Census Bureau hat Lee eine Gesamtfläche von 103,0 km², von der 100,13 km² Land sind und 2,85 km² aus Gewässern bestehen.

### Geografische Lage
Lee liegt im Osten des Penobscot County. Durch den nordöstlichen Teil fließt in nördliche Richtung der Mattakeung Stream, der im Penobscot River mündet. Mehrere kleine Flüsse fließen in nördliche Richtung durch das Gebiet der Town und münden im Mattakeung Stream oder im Penobscot River. Im Südwesten liegt der Silver Lake. Die Oberfläche ist leicht hügelig, die höchste Erhebung ist der 303 m hohe Rollins Mountain im Nordwesten von Lee.

### Nachbargemeinden
Alle Entfernungen sind als Luftlinien zwischen den offiziellen Koordinaten der Orte aus der Volkszählung 2010 angegeben.
- Norden: Winn, 9,1 km
- Nordosten: Webster, 12,1 km
- Osten: Springfield, 10,0 km
- Südosten: Lakeville, 18,5 km
- Süden: Twombly Ridge, Unorganized Territory, 9,1 km
- Südwesten: Burlington, 14,8 km
- Westen: Lincoln, 11,3 km

### Stadtgliederung
In Lee gibt es drei Siedlungsgebiete: Crockertown, Lee und North Lee.

### Klima
Die mittlere Durchschnittstemperatur in Lee liegt zwischen −11,1 °C (12 °F) im Januar und 20,6 °C (69 °F) im Juli. Damit ist der Ort gegenüber dem langjährigen Mittel der USA um etwa 9 Grad kühler. Die Schneefälle zwischen Oktober und Mai liegen mit bis zu zweieinhalb Metern mehr als doppelt so hoch wie die mittlere Schneehöhe in den USA; die tägliche Sonnenscheindauer liegt am unteren Rand des Wertespektrums der USA.

## Geschichte
Der Grant für Lee erging durch den Bundesstaat Massachusetts an das Williams College, welches ihn an Siedlergruppen im Cumberland County verkaufte. Die Landrechte wiesen jedoch einige Mängel auf, die zu längeren Rechtsstreitigkeiten führten und die Besiedlung und das Wachstum des Gebietes verzögerten. Nachdem die Rechtsfragen durch den Obersten Gerichtshof der Vereinigten Staaten zugunsten der Siedler entschieden worden waren, startete im Jahr 1824 die Besiedlung des Gebietes. Zu den ersten Siedlern gehörten Jeremiah Fifield und seine Frau. Eine erste Mühle am Mattakeunk-Stream wurde im Jahr 1827 errichtet. Als Town wurde Lee am 3. Februar 1832 organisiert. Zuvor war das Gebiet unter dem Namen Township No. 4, Second Range North of Bingham's Penobscot Purchase (T4 R2 NBPP) oder auch  Williams College Grant bekannt. Benannt wurde die Town nach Stephen Lee, einem der frühen Siedler.
Die Lee Normal Academy, heute Lee Academy, wurde durch die Legislative von Maine 1845 gegründet und als finanzielle Grundlage mit einem halben Township ausgestattet, welches durch die Treuhänder der Academy für etwa 4000 US-Dollar verkauft wurde.

### Einwohnerentwicklung
| Volkszählungsergebnisse – Town of Lee, Maine | Volkszählungsergebnisse – Town of Lee, Maine | Volkszählungsergebnisse – Town of Lee, Maine | Volkszählungsergebnisse – Town of Lee, Maine | Volkszählungsergebnisse – Town of Lee, Maine | Volkszählungsergebnisse – Town of Lee, Maine | Volkszählungsergebnisse – Town of Lee, Maine | Volkszählungsergebnisse – Town of Lee, Maine | Volkszählungsergebnisse – Town of Lee, Maine | Volkszählungsergebnisse – Town of Lee, Maine | Volkszählungsergebnisse – Town of Lee, Maine |
| Jahr                                         | 1800                                         | 1810                                         | 1820                                         | 1830                                         | 1840                                         | 1850                                         | 1860                                         | 1870                                         | 1880                                         | 1890                                         |
| -------------------------------------------- | -------------------------------------------- | -------------------------------------------- | -------------------------------------------- | -------------------------------------------- | -------------------------------------------- | -------------------------------------------- | -------------------------------------------- | -------------------------------------------- | -------------------------------------------- | -------------------------------------------- |
| Einwohner                                    |                                              |                                              |                                              |                                              | 724                                          | 917                                          | 939                                          | 960                                          | 894                                          | 929                                          |
| Jahr                                         | 1900                                         | 1910                                         | 1920                                         | 1930                                         | 1940                                         | 1950                                         | 1960                                         | 1970                                         | 1980                                         | 1990                                         |
| Einwohner                                    | 801                                          | 748                                          | 724                                          | 669                                          | 618                                          | 610                                          | 555                                          | 599                                          | 688                                          | 832                                          |
| Jahr                                         | 2000                                         | 2010                                         | 2020                                         | 2030                                         | 2040                                         | 2050                                         | 2060                                         | 2070                                         | 2080                                         | 2090                                         |
| Einwohner                                    | 845                                          | 922                                          | 916                                          |                                              |                                              |                                              |                                              |                                              |                                              |                                              |

## Kultur und Sehenswürdigkeiten

### Bauwerke
In Lee wurden zwei Bauwerke unter Denkmalschutz gestellt und ins National Register of Historic Places aufgenommen. 
- Abial Cushman Store, 1990 unter der Register-Nr. 90001906.[11]
- Mallett Hall, 1993 unter der Register-Nr. 93001115.[12]

## Wirtschaft und Infrastruktur

### Verkehr
Zentral durch das Gebiet von Lee verläuft in westöstlicher Richtung die Interstate 9. Vom Village Lee in nördliche Richtung zweigt die Maine State Route 168 ab.

### Öffentliche Einrichtungen
In Lee gibt es keine medizinischen Einrichtungen oder Krankenhäuser. Nächstgelegene Einrichtungen für die Bewohner von Lee befinden sich in Lincoln und Howland.
Lee verfügt über keine eigene Bücherei. Die nächstgelegenen Büchereien befinden sich in Lincoln, Mattawamkeag und East Millinocket.

### Bildung
Lee gehört mit Springfield, Webster und Winn zum MSAD 30 und bildet mit Baileyville, Cooper, Grand Lake Stream, Meddybemps, Princeton, Talmadge, Waite, Lakeville, Carroll Plantation, Macwahoc Plantation und Reed Plantation das Eastern Maine Area School System - AOS 90. Neben anderen Aufgaben gehört speziell die Bildung zu den Organisationsaufgaben des Bezirks. Im Schulbezirk werden folgende Schulen angeboten:
- Lee Winn Elementary School in Winn, mit Schulklassen von Kindergarten bis zum 4. Schuljahr
- Woodland Elementary School in Baileyville, mit Schulklassen von Pre-Kindergarten bis zum 6. Schuljahr
- Princeton Elementary School in Princeton, mit Schulklassen von Pre-Kindergarten bis zum 8. Schuljahr
- East Range II CSD School in Topsfield, mit Schulklassen von Pre-Kindergarten bis zum 8. Schuljahr
- Mt. Jefferson Jr. High School in Lee, mit Schulklassen vom 5. bis zum 8. Schuljahr
- Woodland Jr - Sr High School in Baileyville, mit Schulklassen vom 8. bis zum 12. Schuljahr

Zudem die private High School Lee Academy, die 1845 gegründet wurde und auch einen Internatsteil besitzt.

## Persönlichkeiten

### Söhne und Töchter der Stadt
- Walter B. Rideout (1917–2006), Anglist